# Marieke van der Werf
Maria Catharina Ida (Marieke) van der Werf (Dordrecht, 8 november 1959) is een Nederlandse politica van het Christen-Democratisch Appèl (CDA). Van 11 januari 2011 tot 20 september 2012 was zij lid van de Tweede Kamer, als vervangster van Ank Bijleveld die per 1 januari 2011 commissaris van de Koningin van Overijssel is geworden. Bij de verkiezingen van 2010 kreeg Van der Werf 452 stemmen.
Van der Werf volgde een atheneumopleiding aan het Titus Brandsma College in Dordrecht. Daarna studeerde zij Nederlands aan de Universiteit van Amsterdam, waar zij in 1986 afstudeerde. Zij volgde tevens een opleiding tot balletlerares aan de dansacademie Lucia Marthas.
Voor haar Kamerlidmaatschap was Van der Werf werkzaam als Programmamanager Natuur- en Milieueducatie bij het Agentschap NL en tevens als eigenaar van een communicatieadviesbureau gespecialiseerd in duurzaamheid. In haar woonplaats Amsterdam was ze eerder al duoraadslid en deelraadslid.

## Persoonlijk
Van der Werf heeft drie kinderen en is lid van de Rooms-Katholieke Kerk. Zij is een achternicht van de KVP-politica Ans van der Werf-Terpstra.
- Parlement.com: viej19g86szb